# Xenochironomus loripes
Xenochironomus loripes är en tvåvingeart som beskrevs av Guha och Chaudhuri 1981. Xenochironomus loripes ingår i släktet Xenochironomus och familjen fjädermyggor. Inga underarter finns listade i Catalogue of Life.